# شاهرخیه
شاهرخیه نام شهری بود در فرارود که به جای بناکت ساخته شد. 
در زیر پیوندگاه رودخانهٔ سیردریا بارو و شهری بود بنام بناکث یا فناکث یا فناکت و این شهر در قرن چهارم فاقد قلعه و بارو بود و تا قرن هفتم که به دست چنگیز خراب شد شهری بسیار مهم بود پس از یک قرن و اندی یعنی در سال ۸۱۸ هَ. ق . شاهرخ نوادهٔ امیر تیمور به تجدید عمارت آن همت گماشت و از این رو به شاهرخیه موسوم شد و بهمین نام شرف‌الدین علی یزدی مکرر آن را ذکر کرده‌است.